# Aethusa
Aethusa is een geslacht uit de schermbloemenfamilie (Umbelliferae of Apiaceae). Het geslacht telt een soort die voorkomt in Europa tot in het Middellandse Zeegebied.
De botanische naam is waarschijnlijk afgeleid uit het Oudgrieks, dat een werkwoord 'aithein' kent: "verlichten" of "branden". Aethusa is ook de naam van een persoon uit de Griekse mythologie. Aethusa was bij de Romeinen mogelijk ook een naam voor het vulkanische eiland dat nu Linosa heet.
Het geslacht telt maar een soort, de hondspeterselie (Aethusa cynapium).

## Soorten
- Aethusa cynapium L. - Hondspeterselie